# 横浜アンパンマンこどもミュージアム
横浜アンパンマンこどもミュージアム（よこはまアンパンマンこどもミュージアム）は、神奈川県横浜市西区みなとみらいに所在する、『アンパンマン』をテーマとした参加型ミュージアムとショッピングモールの複合施設である。
事業主体は日本テレビ音楽株式会社、運営主体は株式会社ACM。

## 概要
2007年4月20日、みなとみらい地区の48街区に開館。その後、2019年7月7日に同地区の61街区に移転リニューアルオープンした。
48街区の暫定施設として開館
旧施設はみなとみらい地区の48街区における暫定利用施設（10年間の定期借地）として、2007年4月20日に開館。開館当初の名称は「横浜アンパンマンこどもミュージアム」であったが、有料のミュージアムと入場無料のショッピングモールで構成されるため、後に「横浜アンパンマンこどもミュージアム&モール」に改称した。国内で展開する「アンパンマンこどもミュージアム」の第一号施設である。
前述の通り暫定利用施設として運営されており、2017年4月にも当初の借用期限を迎える（借用期間終了後には同地の所有者である独立行政法人都市再生機構〈UR都市機構〉に土地を返還する必要がある）ことから、運営会社ではその後も新しい場所に移転した上で営業を継続する方針としていた。
61街区への移転計画と新施設開業
2016年3月にはみなとみらい地区の60-62街区（マリノスタウン跡地など）を対象とする開発提案の公募で、「横浜アンパンマンこどもミュージアム&モールの移転プロジェクト」（61街区の一部区画〈南西区画〉における提案）が選ばれた。
その後、同区画において「横浜アンパンマンこどもミュージアム」（当施設〈=旧施設〉の開業当初の名称に再改称、全国5施設の旗艦施設となる）として2019年7月7日に移転開業することが決定。移転計画により新設された建物は地上3階・地下1階建てで延床面積は旧施設の約2倍（約14,000m2）となり、また1階に入場無料のショップ&フード・レストラン、2階にミュージアムのチケットカウンター・ショップ・入口、3階にミュージアム（有料エリア）を配置する全天候型の屋内施設となった。新施設の運営は引き続きACMが行い、さらに今回は30年間の定期借地として長期の運営も視野に入れている。
施設の移転を前に48街区の旧施設は2019年5月26日に閉館し、新施設は61街区に場所を移して予定通り同年7月7日に開館（リニューアルオープン）を迎えた。なお、初年度の入場者数は約100万人を目標としている。

## フロア構成
当施設のミュージアムエリアは入館料が必要であるが、ショップ&フード・レストランエリアは無料で入場できる。各フロアの詳細は公式サイト内「フロアマップ」も参照。
- 1階：ショップ&フード・レストラン（入場無料）
- 2-3階：ミュージアム（有料フロア）

### ショップ&フード・レストラン
飲食店や売店など14店舗が出店しており、“ひろば”でアンパンマンごうとだだんだんが登場するショーなども行われる。
利用案内
- 営業時間：10時〜18時（※営業時間は時期により異なる場合がある）
- 入場料無料（※ミュージアム入館者以外も利用可）
詳細は公式サイトの「チケット・営業時間」を参照。

#### おもな店舗
フード・レストラン
- ジャムおじさんのパン工場
- アンパンマンレストラン
- フードコート
  - ハンバーガーやさん
  - うどんやさん
  - ごはんやさん
- ポップコーンやさん
- ソフトクリームやさん

グッズ・ショップ
- アンパンマンテラス/アンパンマンフレンズ
- バタコさんの手づくりハウス
- ドキンちゃんのドキドキおしゃれショップ
- もりのほんやさん
- アンパンマンキッズコレクション
- メロンパンナのTシャツショップ
- メロンパンナなりきりTシャツ

緑の服に胸に黄緑のmやベルトが大きくプリントされている。後ろには表は黄緑、裏はオレンジがマントが描かれている
- クリームパンダなりきりTシャツ

薄い黄色の服に胸にCをかたどった赤いマークが大きくプリントされている。後ろには表は赤、裏はピンクの破れたマントが描かれている
・ピーマンなりきりTシャツ
黄緑の服に胸に赤いPの星マークが大きくプリントされている
・赤ピーマンなりきりTシャツ
ピンクの服に胸に赤いPの星マークが大きくプリントされている
・黄色ピーマンなりきりTシャツ
黄色い服に胸に赤いPの星マークが大きくプリントされている
- メロンパンナサングラスTシャツ

腰に手を当てハートのサングラスをかけたメロンパンナがプリントされた緑のTシャツ。後ろには「I love this green and yellow-green m outfit.」と書いてある。
- クリームパンダサングラスTシャツ

胸に手を触りサングラスをかけたクリームパンダがプリントされた黄色いTシャツ。後ろには「I'm a cream panda! No no! Not a panda!Cream panda!」と書いてある
- ピーマン三兄弟サングラスTシャツ

ピーマン、赤ピーマン、黄色ピーマンがサングラスをかけている青いTシャツ
その他・サービス
- アンパンマンにこにこ写真館
- アンパンマンカーニバル王国

### ミュージアム
利用案内
- 営業時間：10時〜17時（最終入館は16時/※営業時間は時期により異なる場合がある）
- 入館料など詳細は公式サイトの「チケット・営業時間」を参照。

施設案内
3階のミュージアムは以下の8つのエリアで構成され、メインステージ会場となっている“ひろば”ではアンパンマンのショーが毎日開催されている。なお、ミュージアムショップ（ミュージアム入館者のみ利用可）はチケットカウンターのある2階に設置されている。
- パンこうじょう
- みんなのまち
- わんぱくアイランド
- ひろば（メインステージ会場）
- がっこう（ベビーエリア併設）
- わいわいパーク
- ボールパーク
- アンパンマンごう

## 所在地
- 横浜市西区みなとみらい6-2-9（みなとみらい中央地区61街区）

### 交通アクセス
詳細は公式サイト内「アクセス」を参照。
公共交通機関（鉄道・バス）
- みなとみらい線「新高島駅」（3番出口）より徒歩約3分
- JR・京急電鉄・相模鉄道「横浜駅」（東口）より徒歩約10分
- JR根岸線「桜木町駅」より横浜市営バス“あかいくつ”で「とちのき通り」停留所下車（徒歩約1分）

車
- 首都高横羽線「みなとみらい出口」より約1km
- 近隣駐車場（サービス券の発行等による割引なし）
  - 第一駐車場（当施設B1）：128台
  - 第二駐車場（富士ゼロックスR&Dスクエア1F）：188台

## ギャラリー

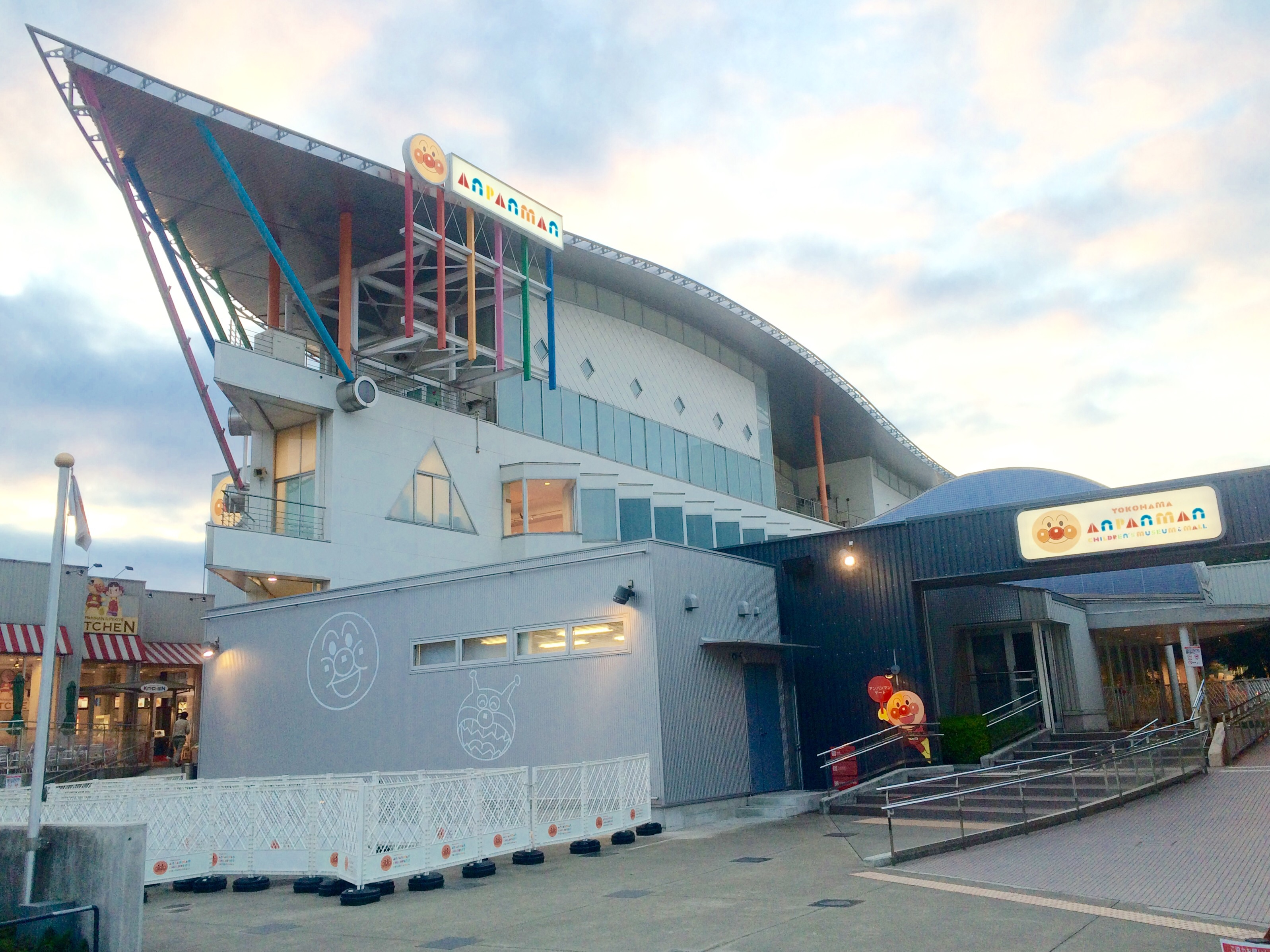
横浜アンパンマンこどもミュージアム&モール（旧施設）の外観 （2015年4月2日）
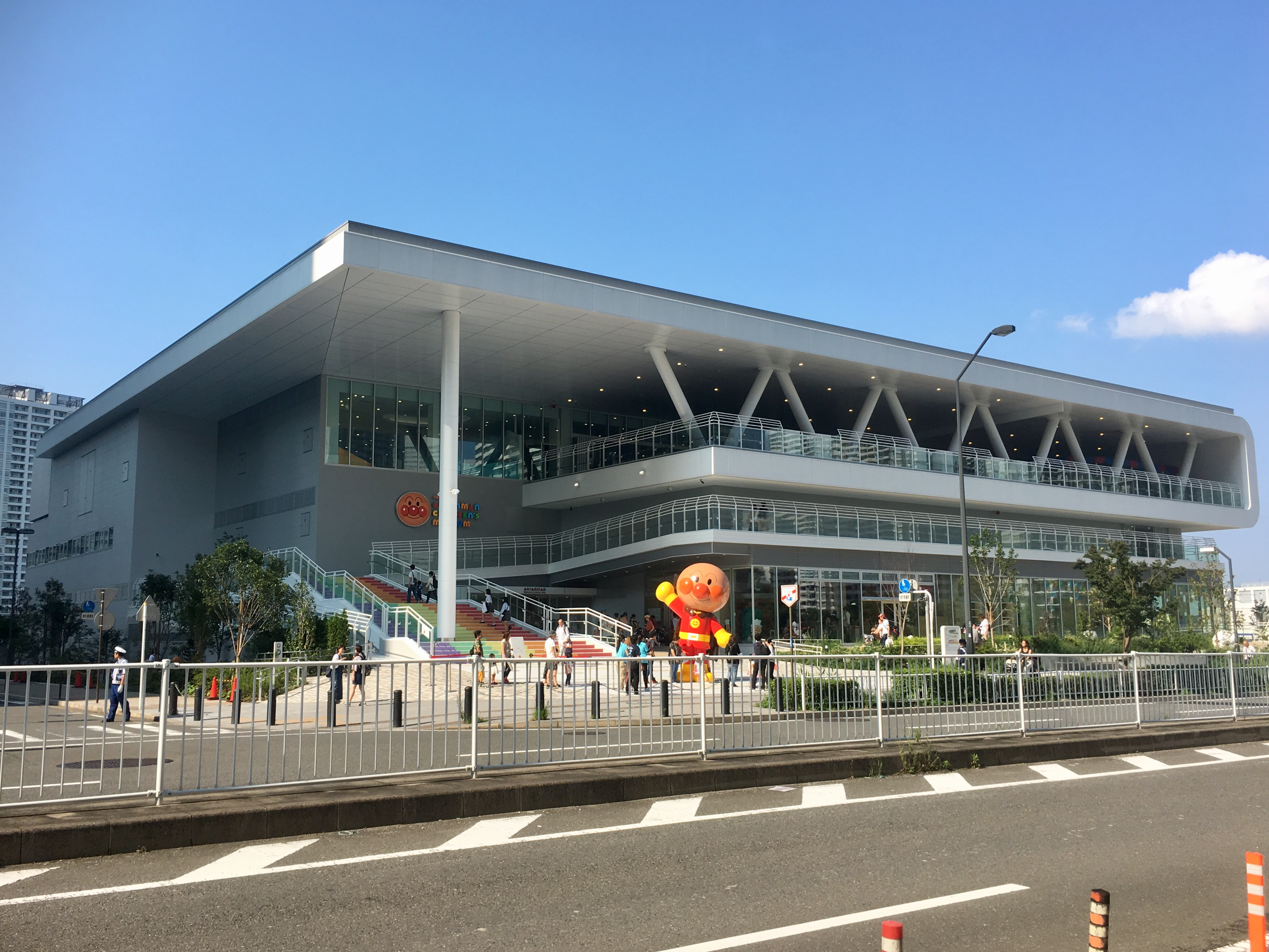
横浜アンパンマンこどもミュージアム（現施設）の外観 （2019年7月17日）
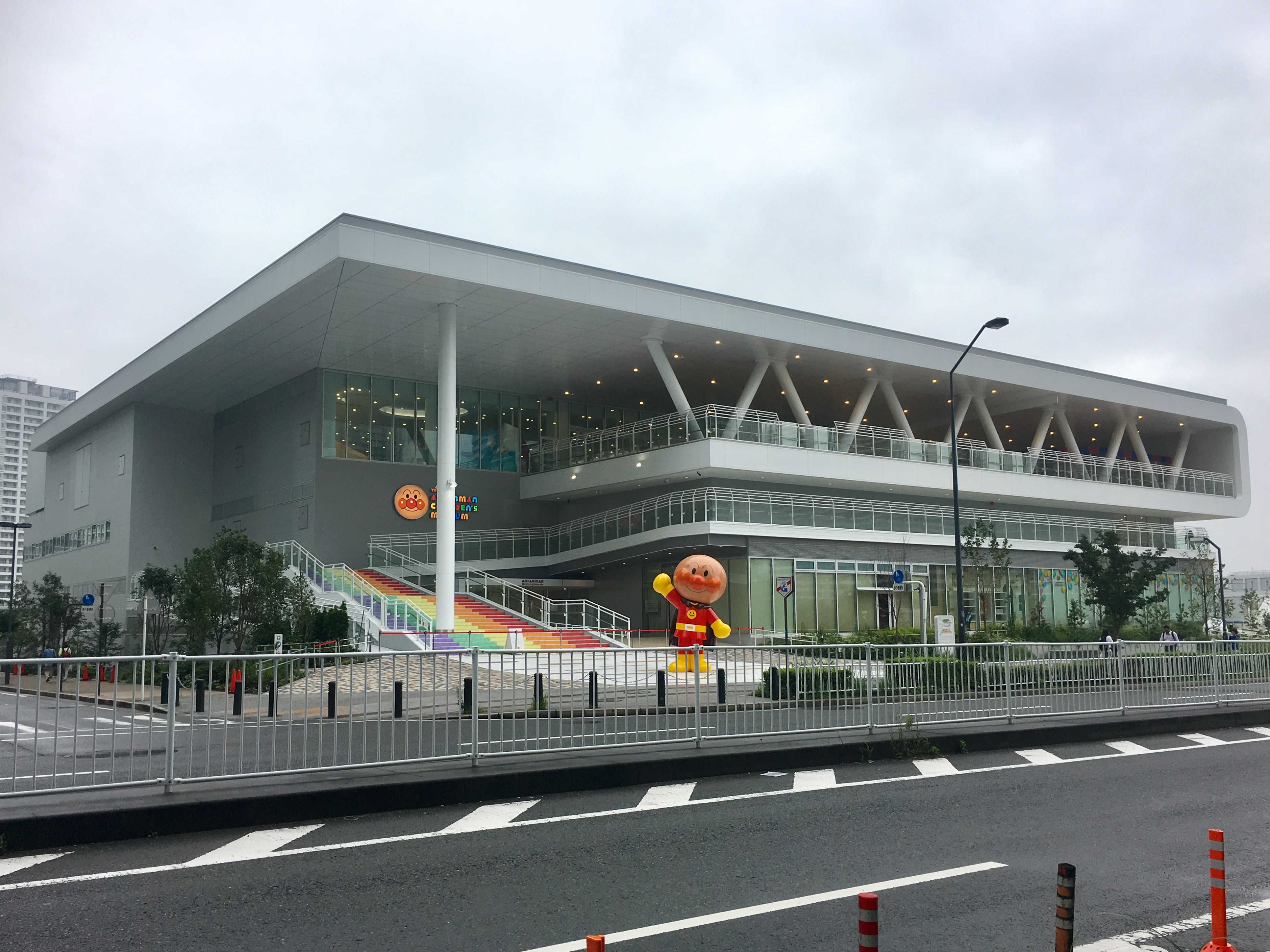
現施設を開館時間前に撮影 （2019年7月17日）
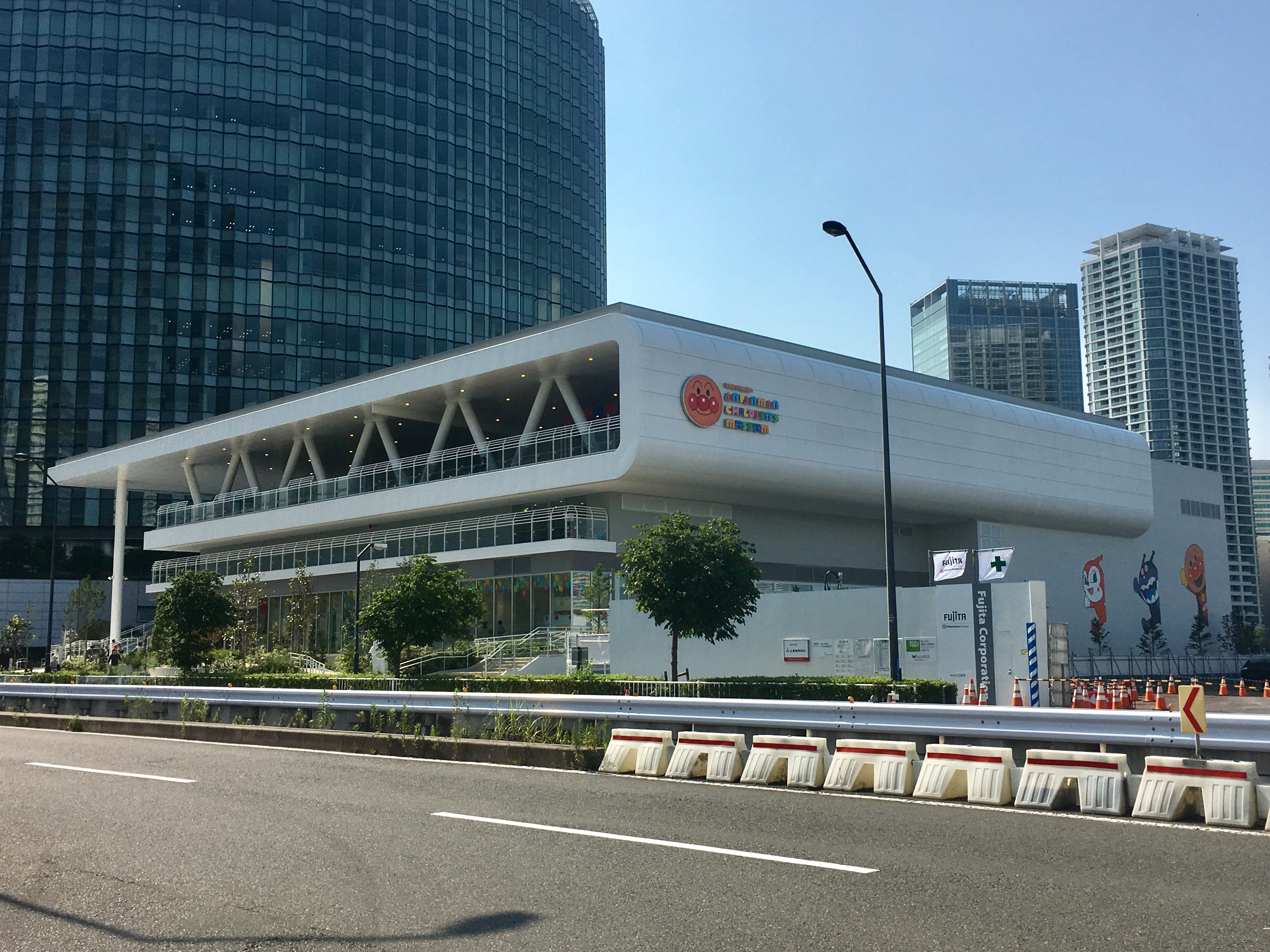
現施設を別の角度より撮影 （2019年7月17日）
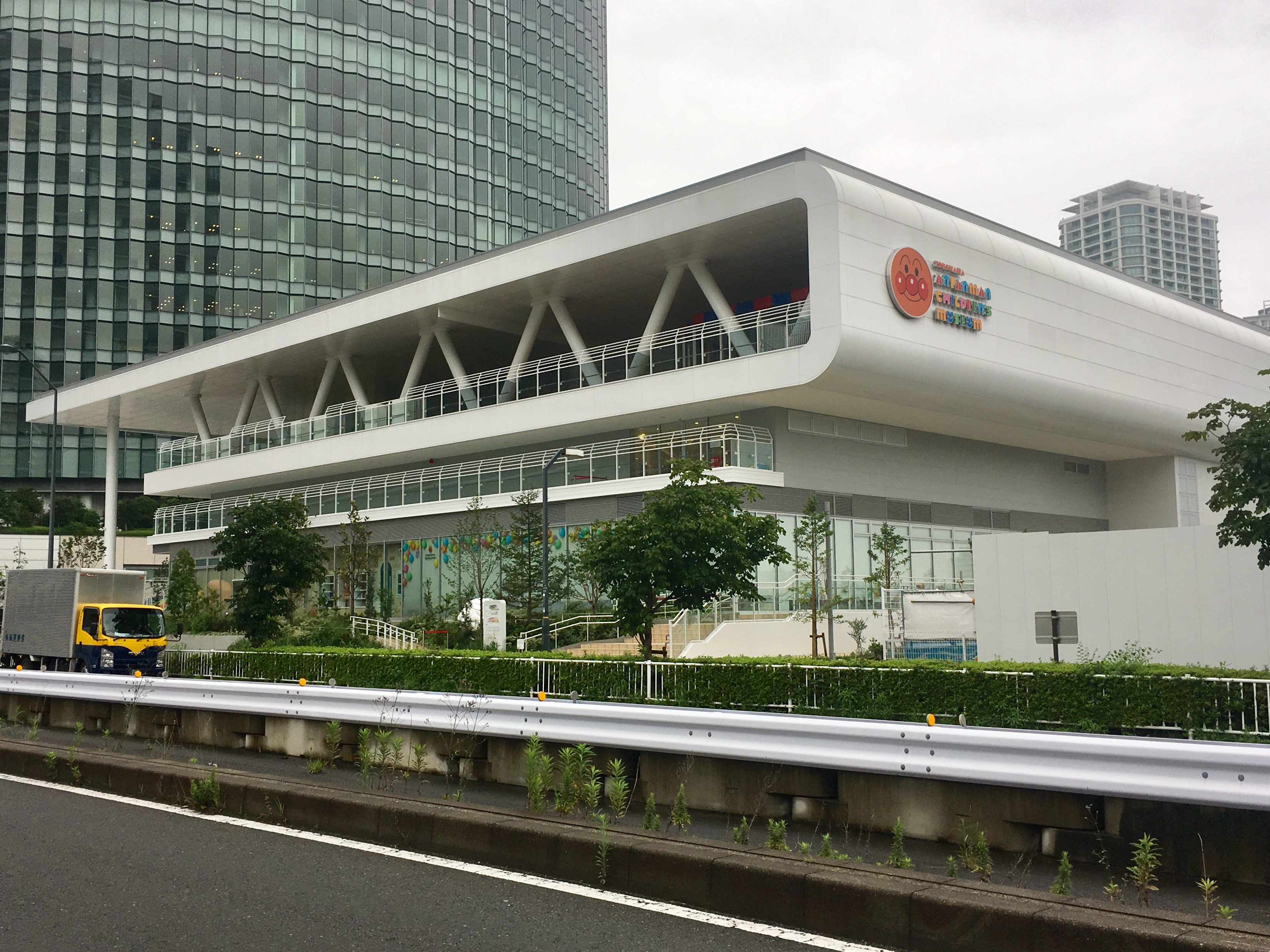
同角度で近づいて撮影 （2019年7月17日）
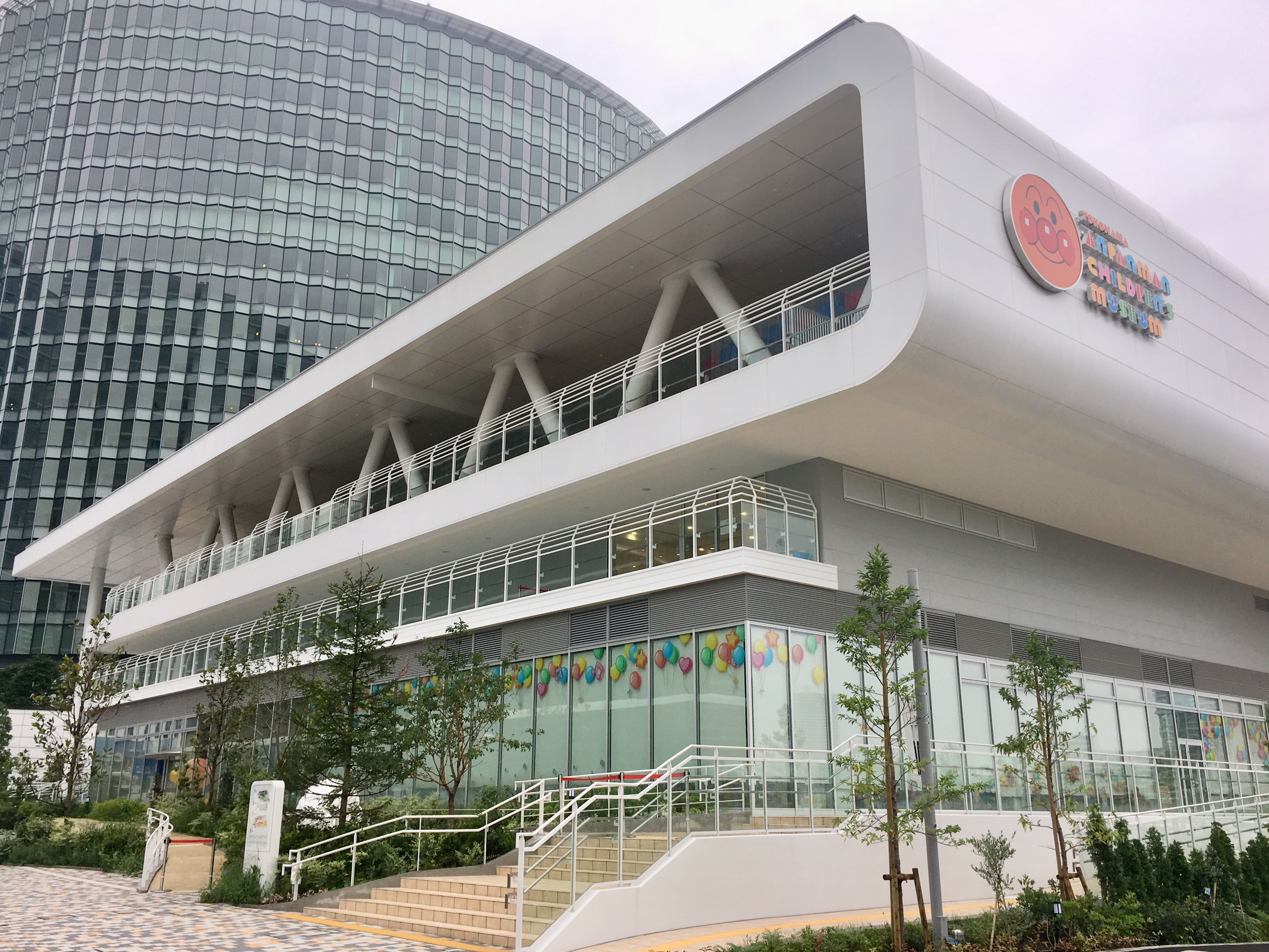
さらに近づいて撮影 （2019年7月17日）
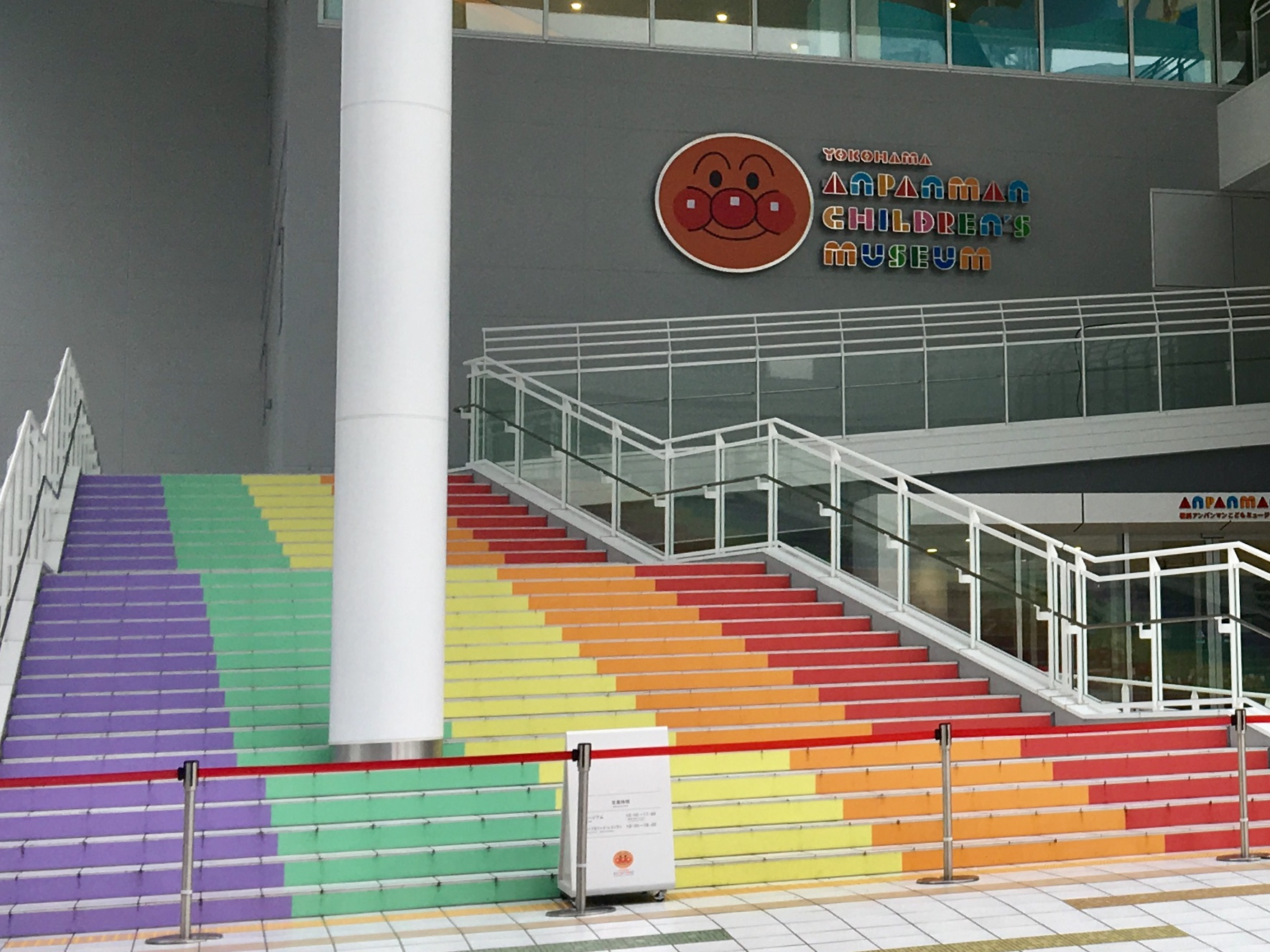
有料ミュージアムエリア（2階チケットカウンター）へ続く階段 （2019年7月17日）

## その他
- 2007年1月に明るみに出た期限切れ原材料使用問題により開館時における不二家の出店は見送られたが、その後に「横浜アンパンマン&ペコズキッチン」として旧施設に出店しており、アンパンマンとペコちゃんのコラボレーションが実現した。
- 2019年5月に閉館した48街区の旧施設跡地は「プロット48 (PLOT 48)」と呼称され、2020年に開催されるアートイベント「ヨコハマトリエンナーレ2020」の会場の一つとなった[24][25]。なお、会場については旧施設で使用していた「ブルーマリーナMM21」などの建物[注 2]（旧施設閉館後の2019年7月時点の様子はコモンズ参照）がそのまま活用されている（2019年11月には同会場でプレイベント「エピソード00 ソースの共有」も開催された[26]）。
また、同地（建物含む）は引き続きUR都市機構が所有しており、イベント閉幕後も「プロット48 (PLOT 48)」の名称のまま、2021年より共に長期休館となる横浜みなとみらいホール（2022年10月まで休館）および横浜美術館（2024年3月まで休館）の仮事務所として使用されていた[27][28]。その後は同名称のまま横浜都市みらいの管理により、2024年12月から期間限定イベント会場「ツタンカーメン・ミュージアム」としてなど様々な用途に活用されている[注 4]。